# 井嶋勉
井嶋 勉（いじま つとむ、1908年6月5日 - 1978年5月12日）は、日本の美学者、京都大学名誉教授。井島 勉とも表記。専門は西洋芸術哲学・芸術史。兄は元大阪高等検察庁検事長の井嶋磐根であり、兄・磐根の子である元最高裁判所判事の井嶋一友は甥にあたる。

## 経歴
京都市上京区出身。京都府師範学校附属小学校、京都府立第一中学校、第三高等学校を経て1932年京都帝国大学文学部哲学科卒。1947年「藝術の創造と歴史」で京都大学文学博士。1943年京都大学文学部美学美術史助教授、1947年同教授。
1951年に日本美術教育学会を設立し、没するまで会長を務めた。1968年 - 1969年、京都大学文学部長。
1972年定年退官、名誉教授。京都市美術館館長 (1972年 – 1977年)、京都府文化芸術会館理事長。

## 著書
- 『ヸンケルマン』弘文堂 西哲叢書 1936年
- 『芸術史の哲学』弘文堂書房 1944年
- 『藝術の創造と歴史』弘文堂書房 1946年
- 『ヨーロッパ芸術』弘文堂 1949年
- 『芸術とは何か』弘文堂 アテネ文庫 1950年
- 『美術教育の原理』都出版社 1951年
- 『美術教育について』都出版社 1956年
- 『美学』創文社 1958年
- 『美術教育の理念』光生館 1969年
- 『井島勉講演集』井島勉講演集長野県刊行会 1978年
- 『芸術とは何か』創文社 1979年

## 共編著
- 『京都 わが幼き日の…』湯川秀樹、川端弥之助共著、中外書房 1960年
- 『芸術の世界 その鑑賞と理解』創文社 1964年